# ФК «Рубин» в сезоне 2025/2026
Сезон 2025/2026 — 22-й сезон для «Рубина» в чемпионате России и 68-й год со дня основания футбольного клуба.

## Клуб

### Тренерский штаб
| Должность       | Имя                |
| --------------- | ------------------ |
| Главный тренер  | / Рашид Рахимов    |
| Тренер          | Бенджамин Дюрей    |
| Тренер          | Олег Кузьмин       |
| Тренер          | Александр Дутов    |
| Тренер вратарей | Сергей Козко       |
| Тренер вратарей | Ярослав Малолетков |

### Форма
Поставщик формы: Jako

### Спонсоры и партнёры
Официальные спонсоры: ПАО «Казаньоргсинтез», ПАО «Нижнекамскнефтехим».

Официальные партнёры: «Фонбет», Jako, СПАО «Ингосстрах», ПАО «Ак Барс» Банк, ПО Ундоровский завод минеральной воды «Волжанка».

## Трансферы

### Лето 2025

#### Пришли в клуб
| Поз. | Игрок                  | Прежний клуб |
| ---- | ---------------------- | ------------ |
| Вр   | Никита Янович**        | Нефтехимик   |
| Защ  | Урош Дрезгич**         | Диошдьёр     |
| ПЗ   | Александр Ломовицкий** | Факел        |
| ПЗ   | Даниил Кузнецов**      | Урал         |
| ПЗ   | Умарали Рахмоналиев**  | Сабах        |
| ПЗ   | Даниил Родин**         | Нефтехимик   |
| Нап  | Даниил Моторин**       | КАМАЗ        |

#### Ушли из клуба
| Поз. | Игрок | Новый клуб |
| ---- | ----- | ---------- |

* В аренду

** Из аренды

*** Свободный агент

## Предсезонные и товарищеские матчи

### Лето-осень 2025
| 28 июня 2025 | Рубин | 1:1 | КАМАЗ | Казань         |
| 18:00 МСК    |       |     |       | Стадион: Рубин |

| 3 июля 2025 | Рубин | –:– | Енисей | Казань         |
|             |       |     |        | Стадион: Рубин |

| 6 июля 2025 | Рубин | –:– | Сочи | Казань         |
|             |       |     |      | Стадион: Рубин |

| 12 июля 2025 | Рубин | –:– | Урал | Казань         |
|              |       |     |      | Стадион: Рубин |

## Обзор участия в турнирах
| Соревнование            | Первый матч | Последний матч | Раунд-начало    | Итог выступления | Статистика выступлений | Статистика выступлений | Статистика выступлений | Статистика выступлений | Статистика выступлений | Статистика выступлений | Статистика выступлений | Статистика выступлений | Ссылка |
| Соревнование            | Первый матч | Последний матч | Раунд-начало    | Итог выступления | И                      | В                      | Н                      | П                      | ГЗ                     | ГП                     | РМ                     | В%                     | Ссылка |
| ----------------------- | ----------- | -------------- | --------------- | ---------------- | ---------------------- | ---------------------- | ---------------------- | ---------------------- | ---------------------- | ---------------------- | ---------------------- | ---------------------- | ------ |
| Чемпионат России        | июль 2025   | май 2026       | 1-й тур         |                  | 0                      | 0                      | 0                      | 0                      | 0                      | 0                      | +0                     | —                      |        |
| Кубок России            | август 2025 |                | Групповой раунд |                  | 0                      | 0                      | 0                      | 0                      | 0                      | 0                      | +0                     | —                      |        |
| Всего                   | Всего       | Всего          | Всего           | Всего            | 0                      | 0                      | 0                      | 0                      | 0                      | 0                      | +0                     | —                      |        |
| Обновлено: 29 июня 2025 |             |                |                 |                  |                        |                        |                        |                        |                        |                        |                        |                        |        |

## Премьер-лига

### Турнирная таблица
| Поз | Команда        | И | В | Н | П | МЗ | МП | РМ | О |
| --- | -------------- | - | - | - | - | -- | -- | -- | - |
| 2   | Крылья Советов | 3 | 2 | 1 | 0 | 7  | 2  | +5 | 7 |
| 3   | Балтика        | 3 | 2 | 1 | 0 | 7  | 3  | +4 | 7 |
| 4   | Рубин          | 3 | 2 | 1 | 0 | 6  | 3  | +3 | 7 |
| 5   | Краснодар      | 3 | 2 | 0 | 1 | 5  | 2  | +3 | 6 |
| 6   | Акрон          | 3 | 1 | 2 | 0 | 6  | 2  | +4 | 5 |

Пункт 17.3. В случае равенства очков у двух и более команд места команд в таблице Чемпионата определяются:
− по результатам игр между собой (число очков, количество побед, разность забитых и пропущенных мячей, число забитых мячей);
− по наибольшему числу побед во всех матчах;
− по лучшей разности забитых и пропущенных мячей во всех матчах;
− по наибольшему числу забитых мячей во всех матчах;
Пункт 17.4. При абсолютном равенстве всех указанных показателей места команд в итоговой турнирной таблице определяются в дополнительном матче (турнире) между этими командами.

### Статистика выступлений
| Итого | Итого | Итого | Итого | Итого | Итого | Итого | Итого | Дома | Дома | Дома | Дома | Дома | Дома | На выезде | На выезде | На выезде | На выезде | На выезде | На выезде |
| И     | О     | В     | Н     | П     | МЗ    | МП    | РМ    | В    | Н    | П    | МЗ   | МП   | РМ   | В         | Н         | П         | МЗ        | МП        | РМ        |
| ----- | ----- | ----- | ----- | ----- | ----- | ----- | ----- | ---- | ---- | ---- | ---- | ---- | ---- | --------- | --------- | --------- | --------- | --------- | --------- |
| 0     | 0     | 0     | 0     | 0     | 0     | 0     | 0     | 0    | 0    | 0    | 0    | 0    | 0    | 0         | 0         | 0         | 0         | 0         | 0         |

### Результаты по турам
| Тур   | 01 | 02 | 03 | 04 | 05 | 06 | 07 | 08 | 09 | 10 | 11 | 12 | 13 | 14 | 15 | 16 | 17 | 18 | 19 | 20 | 21 | 22 | 23 | 24 | 25 | 26 | 27 | 28 | 29 | 30 |
| ----- | -- | -- | -- | -- | -- | -- | -- | -- | -- | -- | -- | -- | -- | -- | -- | -- | -- | -- | -- | -- | -- | -- | -- | -- | -- | -- | -- | -- | -- | -- |
| Поле  | В  | Д  | Д  | В  | Д  | Д  | В  | Д  | В  | В  | Д  | Д  | В  | Д  | В  | Д  | В  | В  | В  | Д  | Д  | В  | В  | Д  | Д  | В  | Д  | В  | В  | Д  |
| Итог  |    |    |    |    |    |    |    |    |    |    |    |    |    |    |    |    |    |    |    |    |    |    |    |    |    |    |    |    |    |    |
| Место |    |    |    |    |    |    |    |    |    |    |    |    |    |    |    |    |    |    |    |    |    |    |    |    |    |    |    |    |    |    |

Источник: Соревнования

Поле: Д = дома; В = на выезде. Итог: Н = ничья; П = команда проиграла; В = команда выиграла; О = матч отложен.

## Кубок России
Сохранив место в Премьер-лиге в прошлом сезоне, клуб получил право начинать выступление в Кубке России сезона 2025/26 со стадии группового этапа Пути РПЛ.

## Статистика
Учтены только официальные игры.

### Общая статистика
| Сыграно матчей          | 0 (0 Чемпионат, 0 Кубок) |
| Победы                  | 0 (0 Чемпионат, 0 Кубок) |
| Ничьи                   | 0 (0 Чемпионат, 0 Кубок) |
| Поражения               | 0 (0 Чемпионат, 0 Кубок) |
| Забито мячей            | 0 (0 за игру)            |
| Пропущено мячей         | 0 (0 за игру)            |
| Разница мячей           | 0                        |
| Матчей на ноль          | 0 (0 Чемпионат, 0 Кубок) |
| Желтых карточек         | 0 (0 за игру)            |
| Удаления                | 0 (0 за игру)            |
| Худшая дисциплина       |                          |
| Лучший счёт             |                          |
| Худший счёт             |                          |
| Наибольшее число матчей |                          |
| Лучший бомбардир        |                          |
| Лучший ассистент        |                          |
| Гол + Пас               |                          |